# Fajita

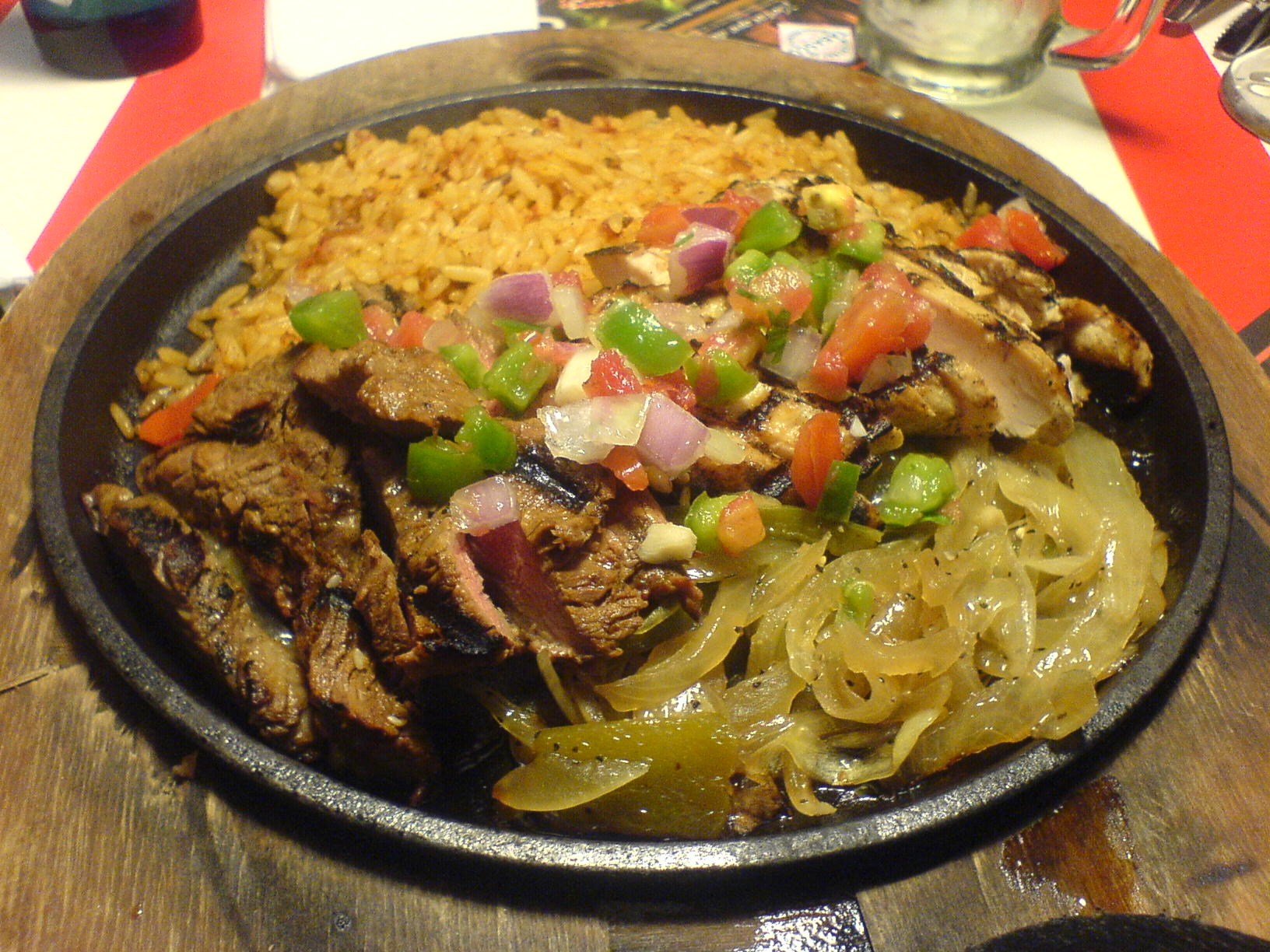
Fajita wołowo-drobiowa na gorącej patelni

Fajita (wym. fahita) jest określeniem rodzaju potrawy kuchni meksykańskiej, w skład której wchodzi grillowane mięso podawane na pszenicznej lub kukurydzianej tortilli. Początkowo fajita przyrządzana była wyłącznie z mięsa wołowego, jednak w chwili obecnej popularne są również wersje z mięsem kurczaka, wieprzowiną lub krewetkami. W restauracjach mięso pieczone i podawane jest często z cebulą i papryką. Popularnymi dodatkami są: kwaśna śmietana, guacamole, salsa, pico de gallo, ser i pomidory.
W języku hiszpańskim fajita jest zdrobnieniem słowa faja, oznaczającego pas lub obręcz. Rzeźnicy w obszarach przygranicznych Teksasu i Meksyku używali tego określenia w odniesieniu do wołowej przepony. Badacze stwierdzili, iż tortilla z wołowiną i przyprawami była znana już w latach trzydziestych XX wieku, jednak samo określenie fajita pojawiło się w druku dopiero w roku 1971. 
Niektórzy puryści twierdzą, iż określenie fajita odnosi się jedynie do potrawy przyrządzonej w oparciu o mięso wołowe, i że inne jej odmiany stanowią osobne dania. Niezależnie od tego słowo to rozszerzyło swoje znaczenie wyłącznie z nazwy określonej części wołowiny, na potrawę przyrządzaną w opisany powyżej sposób, i obejmuje również wchodzącą często w skład potrawy grilowaną cebulę i paprykę.

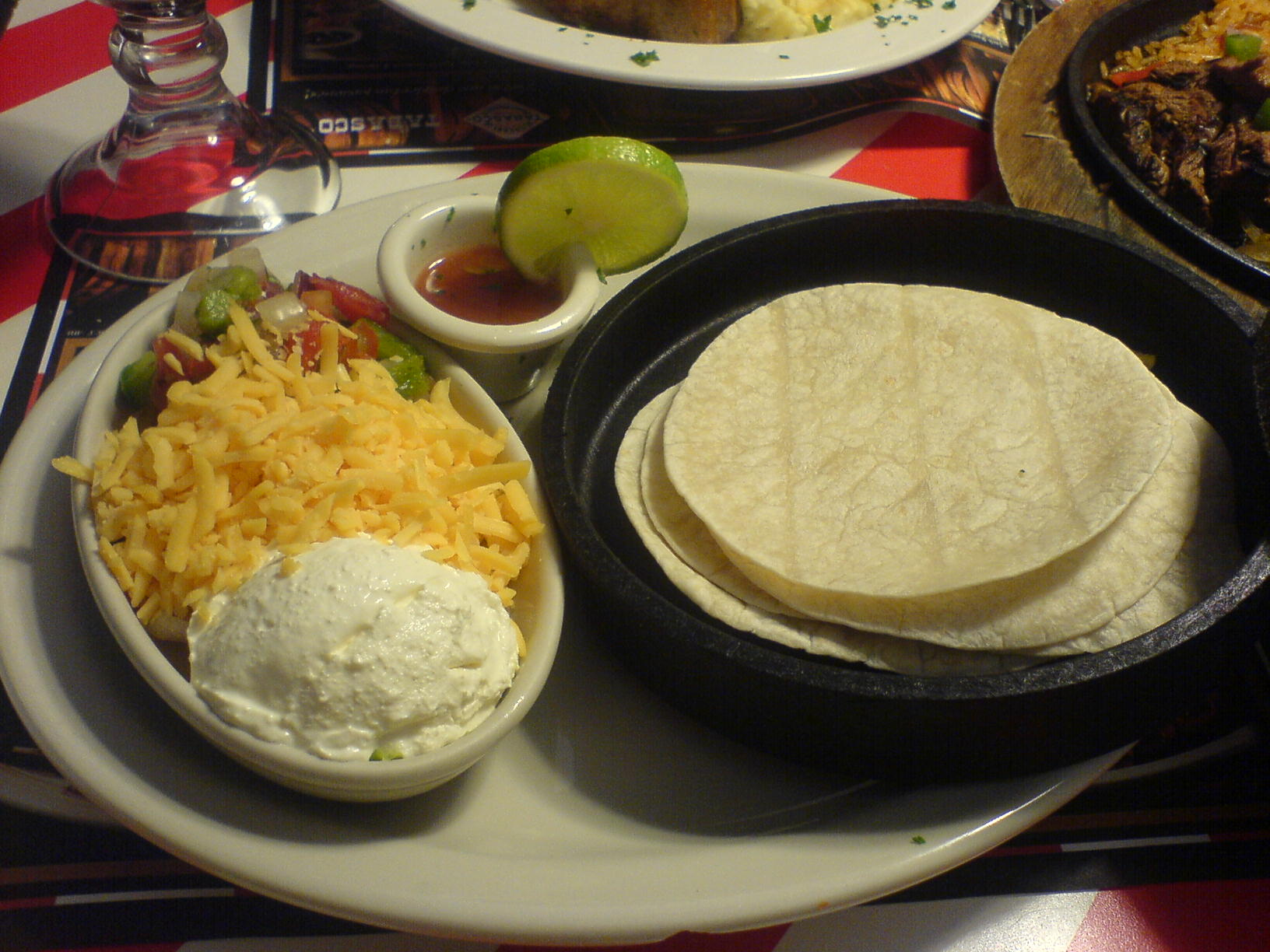
Tortille i dodatki

W wielu restauracjach gorąca, skwiercząca fajita podawana jest na osobnej metalowej patelni, podczas gdy tortille i dodatki serwowane są na dodatkowych talerzach.